# Krummennaab
Krummennaab település Németországban, azon belül Bajorországban. Lakosainak száma 1432 fő (2023. december 31.).

## Népesség
A település népessége az elmúlt években az alábbi módon változott:
| Lakosok száma | 286  | 1257 | 1990 | 1748 | 1490 | 1488 | 1468 | 1471 | 1435 | 1432 |
|               | 1875 | 1950 | 1975 | 1987 | 2012 | 2014 | 2016 | 2017 | 2021 | 2023 |